# Hans Egede Berthelsen
Hans Egede Edvard Jakob Berthelsen (* 15. April 1918 in Maniitsoq; † 1999) war ein grönländischer Buchdrucker, Journalist, Lehrer, Sänger und Landesrat.

## Leben
Hans Egede Berthelsen war der Sohn des Katecheten Lars Andreas Samuel Berthelsen (1895–1925) und seiner Frau Ane Rakel Pouline Clasen (1895–?). Er war der Bruder von Lars Svendsen (1926–1975). Sein Urgroßvater war Rasmus Berthelsen (1827–1901). Er war verheiratet mit Kathrine Danielsen († 1997). Der Politiker Knud Sørensen (1934–2009) sowie der Schriftsteller Lars-Pele Berthelsen (* 1949) sind seine Söhne.
Hans Egede Berthelsen arbeitete von 1934 bis 1958 als Buchdrucker in der nordgrönländischen Druckerei. Danach wechselte er zur südgrönländischen Druckerei und eröffnete einige Jahre später seine eigene Druckerei in Nuuk, wo er die Zeitschrift Neruvkaut veröffentlichte. Später studierte er am Ilinniarfissuaq und arbeitete anschließend ab 1971 als Lehrer in Qaanaaq. 1976 wurde er Redakteur der Avangnâmioĸ. Er arbeitete zeitweise auch als Gefängniswärter und Fischer. Er galt auch als beliebter Sänger. Er war Mitgründer des Fußballvereins G-44 Qeqertarsuaq.
Ab 1948 war er Gemeinderatsmitglied in Qeqertarsuaq, ab 1956 als Vorsitzender und damit de facto Bürgermeister. 1954 vertrat er Jens Olsen im grönländischen Landesrat.